# Вибухово-мостовий детонатор
1. Корпус
2. Верх вибухівки
3. Дріт запобіжника
4. Ввідний дріт
5. Ввідний дріт
6. Ізоляційна опора
7. Кембрикова трубка
8. Розділювальна частина опори
9. (Нічого не позначено)
10. Конденсатор (конденсатор)
11. Перемикач
12. Акумулятор

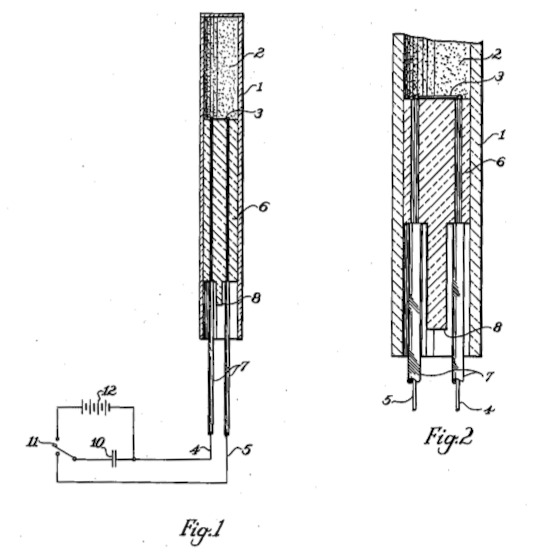
Зображення з патенту на вибухово-мостовий детонатор. 2 – деталь рис. 1.

Вибухово-мостовий детонатор (ВМД також відомий як вибуховий дротяний детонатор) — це тип детонатора, який використовується для ініціювання реакції детонації у вибухових матеріалах, подібний до капсуль-детонатора, однак запускається за допомогою електричного струму. ВМД використовує інший фізичний механізм, споживаючи більше електроенергії, і спрацьовує набагато швидше, тому вибухає у набагато більш точний час після подачі електричного струму за допомогою методу вибухового дроту. Це призвело до його загального використання в ядерній зброї.

## Історія
Вибухово-мостовий детонатор був винайдений Луїсом Альваресом і Лоуренсом Джонстоном для бомб типу «Товстун» Манхеттенського проекту під час їхньої роботи в Національній лабораторії Лос-Аламоса. Детонатори ВМД в моделі Товстун 1773 використовували незвичайну, високонадійну систему детонатора з двома «рогами», прикріпленими до одного допоміжного заряду, який потім запускав кожну з 32 блоків вибухових лінз.

## Опис
ВМД були розроблені як засіб детонації кількох зарядів вибухівки одночасно, головним чином для використання в ядерній зброї на основі плутонію, в якій плутонієве ядро (так звана яма) стискається дуже швидко. Це досягається за допомогою звичайної вибухівки, рівномірно розміщеної навколо ями. Вибух повинен бути дуже симетричним, інакше плутоній буде викинутий у точках низького тиску. Отже, детонатори повинні спрацювати одночасно з великою точністю.
ВМД має дві основні частини: відрізок тонкого дроту, який контактує з вибуховою речовиною, і джерело електроенергії високої напруги, сильного струму та низького опору. Воно повинно надійно подавати швидкий стартовий імпульс. Коли дріт підключається до джерела, утворюється високий струм, який за кілька мікросекунд плавить і випаровує дріт. У результаті ударна і теплова хвилі ініціюють вибухову речовину.
|                |
| Гаджет Триніті |

| |
| Набори детонаторів. ВМД є Y-подібним пристроєм з двома дротами, що проходять під кутами вздовж поверхні. Більші круглі предмети з двома дротами, що виходять перпендикулярно до поверхні, є діагностичним обладнанням. Зблизька |

Це пояснює важкі кабелі, які видно на фотографіях Триніті "Gadget". Кабелі високої напруги потребують хорошої ізоляції, і повинні забезпечити великий струм з невеликим падінням напруги, щоб детонатор не досяг фазового переходу досить швидко.

### Використання в ядерній зброї
Оскільки вибухові речовини зазвичай детонують зі швидкістю 7–8 кілометрів на секунду, або 7–8 метрів на мілісекунду, затримка в 1 мілісекунду в детонації з одного боку ядерної зброї до іншого буде довшою, ніж час, який знадобиться для детонації, щоб перетнути зброю. Точність часу та постійність детонатора (0,1 мікросекунди або менше) є приблизно достатнім часом для того, щоб детонація перемістилася не більше ніж на 1 міліметр, а для найбільш точних комерційних мостових детонаторів 0,025 мікросекунди та приблизно 0,2 мм зміни хвилі детонації. Це достатньо точно для застосувань з дуже вузьким допуском, таких як вибухові лінзи ядерної зброї.